# Iodeto de manganês(II)
Iodeto de manganês(II) é um composto inorgânico de fórmula química MnI2.
Pode ser utilizado como um pigmento cor de rosa ou como uma fonte de íons de manganês ou de iodeto. Ele é frequentemente utilizado na indústria de iluminação.